# Правила вживання м'якого знака в українській мові
М'якість приголосних на письмі передається вживанням після них я, ю, є, ї або м'якого знака (ь): близько, вільний, вірність, раненько, український, юнацький тощо.

## В українських словах
В українських словах м'який знак вживається:
1. Після букв д, т, з, с, ц, л, н, які позначають м'які приголосні:
  - в кінці слів: нехіть, мазь, паморозь, увесь, ґедзь, мовець, обмаль, сутінь тощо;
  - в середині слів перед буквами, що позначають тверді приголосні: молотьба, спільний, тинькувати, Гринько, Федько, Вільно, Луцьк тощо;
  - у дієсловах наказового способу та на -ться: стань, сядь, робиться, коситься тощо.
2. В дієсловах перед суфіксом -ся (-сь): стань — станься, сядь — всядься.
3. На позначення м'яких приголосних усередині складу перед о: дзьоб, дьоготь, льон, сьомий, третьокласник, утрьох тощо.
4. У суфіксах -зьк-, -ськ-, -цьк-: запорізький, козацький, київський, близькість, людськість, вузько, хвацько, військо, хлопчисько, пасовисько тощо.
5. У суфіксах -еньк-, -оньк-, -есеньк-, -ісіньк-, -юсіньк-: батенько, рибонька, старесенький, білісінький, малюсінький тощо.

М'який знак зберігається:
1. В утворених присвійних прикметниках: Танька — Таньчин, Зінька — Зіньчин, ненька — неньчин;
2. При відмінюванні: призьба — на призьбі, ненька — неньці, вишенька — вишеньці, але: землянка — землянці, маска — масці.

## В іншомовних словах
В словах іншомовного походження м'який знак пишеться після м'яких д, т, з, с, л, н перед ї, йо, а також перед я, ю, є, які читаються як [йа], [йу], [йе]: адьє, конферансьє, монпансьє, пасьянс, ательє, барельєф, батальйон, мільярд, бутоньєрка, віньєтка, каньйон, Готьє, Нью-Йорк, Ньютон, Ньяса, Реньє тощо. Але В'єнтьян.

## М'який знак не пишеться
М'який знак не пишеться у таких випадках:
1. Після б, п, в, м, ф, р, ж, ч, ш, щ: дріб, приголуб, сипте, степ, кров, вісім, верф, ніж, їж, знаєш, бачиш, піч, річ, борщ, морщ, воротар, гіркий, кобзар, перевір, тепер, Харків тощо. Виняток: Горький, трьох.
2. Перед м'якими, пом'якшеними або шиплячими: свято, дзвякнути, сніг, радість, велетенський, промінчик, кінчик, менший, тонший, Уманщина. Винятки: після букви л (їдальня, читальня, Польща, сільський тощо) та слова тьмяний, різьбяр, няньчити, бриньчати, женьшень, Маньчжурія.
3. Між подвоєними та подовженими приголосними: буття, відлюддя, віддячити, волосся, галуззя, заміжжя, зілля, пасся, ранній, роззява тощо.